# باغو (أنزان الشرقي)
باغو (بالفارسية: باغو) هي قرية تقع في إيران في قسم أنزان الشرقي الريفي. يقدر عدد سكانها بـ 662 نسمة بحسب إحصاء 2016.